# Hitbox
Hitbox é uma forma invisível, comumente utilizada em video games para detecção de colisão em tempo real. Por vezes é um retângulo (em jogos 2D) ou um Ortoedro (em jogos 3D) e segue um ponto em um objeto visível (como um modelo ou Sprite), embora formas circulares e esféricas também sejam comuns. É comum objetos animados possuírem um conjunto de Hitboxes vinculados, cada um a uma parte em movimento, para garantir precisão durante o mesmo.
Hitboxes são usados para detectar colisões, como um personagem sendo acertado por um soco ou uma bala. São impróprios para detecção de "colisões com retorno" (como bater numa parede e voltar) devido à dificuldade experimentada por humanos e inteligência artificial em gerenciar as locações sempre alteráveis nos Hitboxes.